# Torre medieval de San Martín de Hoyos
La torre Medieval de San Martín de Hoyos, en el municipio de Valdeolea (Cantabria, España) fue construida en la Baja Edad Media (siglo XIV) y tuvo una doble misión: primeramente como torre albarrana, vigía y guardiana de los posibles invasores que pretendieran dominar esta comarca y su población asentada en la ribera del Pantano del Ebro. Posteriormente, y a la par que emblema de señorío, control o taquilla de pago de tasas por la entrada de cualquier producto que quisieran comercializar en esta región de Cantabria.

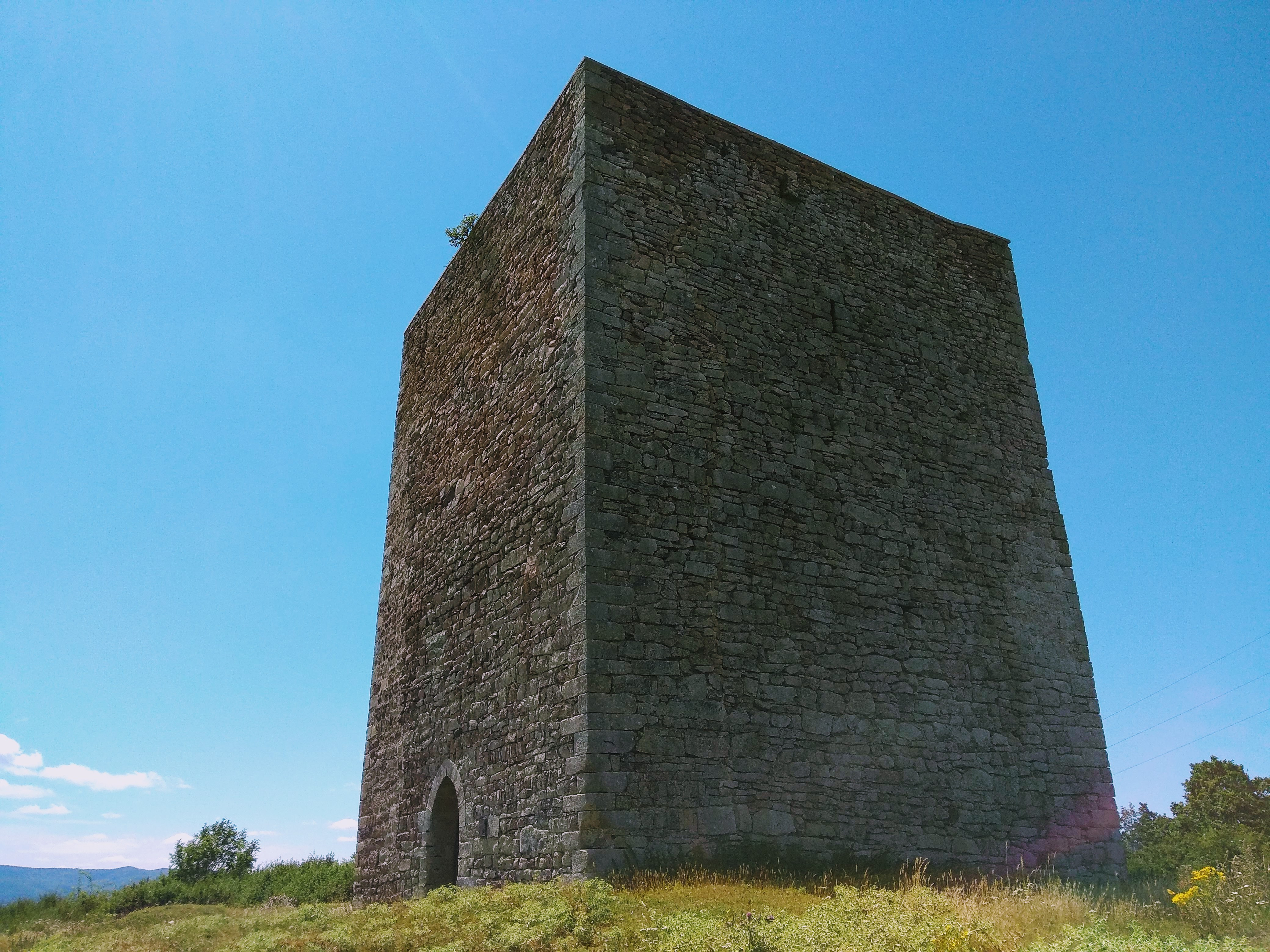
La torre defensiva de San Martín de Hoyos

Su enclave, al sur del caserío de San Martín de Hoyos, en una loma del paisaje de páramos montañeros relacionados ya estrechamente con los campos de Castilla, resulta también aquí estratégico, pues es seguro que desde su más alta cota se divisa todo el municipio de Valdeolea y parte de los de Valdeprado del Río, Enmedio, Hermandad de Campoo de Suso y la provincia de Palencia.
Su carácter de fortaleza le viene dado por el foso y contrafoso que la circundan y que aún hoy se aprecian, si bien se encuentran rellenos en parte para evitar accidentes del ganado que pasta en su cercanía o vertidos incontrolados y, también, por qué no, facilitar el acceso a la misma en los últimos usos para los que el hombre la ha requerido.
Hoy, esta Fortaleza-Torre conserva todo su alzado, aunque está desmochada y vaciado su interior. Presenta un volumen de aristas rectas y vivas en planta cuadrada de 11 metros de lado y una altura de unos 14 metros que dan cabida a los tres pisos que albergó.
Los muros son de sillería rústica, excepto en esquinales y vanos donde se aprecia sillería, están rellenos de argamasa y alcanzan un espesor de 1,80 metros con el que busca su estabilidad. Junto a la puerta se observan hiladas de piedras colocadas en espina de pez.
Sus cuatro fachadas son casi ciegas, pues apenas tiene un hueco por cara. De ellas, la orientada al Este presenta la puerta de entrada en arco ojival situada en el centro de la fachada y una aspillera en el centro del tercer piso. La fachada Norte tiene únicamente una aspillera en el centro del tercer piso.
En cuanto a la fachada Oeste, posee un gran vano en arco ojival en el centro del segundo piso, y una ventana en el tercer piso con dos ménsulas que en origen posiblemente fueran tres que, muy probablemente constituían la base de un voladizo o matacán para la defensa de la entrada.
Por último, la fachada meridional presenta únicamente una ventana ojival desviada hacia un lado en el piso superior y una aspillera ahora cegada en el otro lado del piso medio.

## Conservación
Dado su estado de abandono, ya que presentaba una grieta en la pared norte, cerca de la esquina, que hacía peligrar la estabilidad de la cara Este, y debido al riesgo de que el monumento fuese expoliado, estuvo en la Lista roja de patrimonio en peligro que la asociación Hispania Nostra empezó a elaborar en el año 2006. Posteriormente la Fundación Santa María la Real, con el apoyo de Caja Madrid, realizó obras dedicadas a la conservación del edificio.

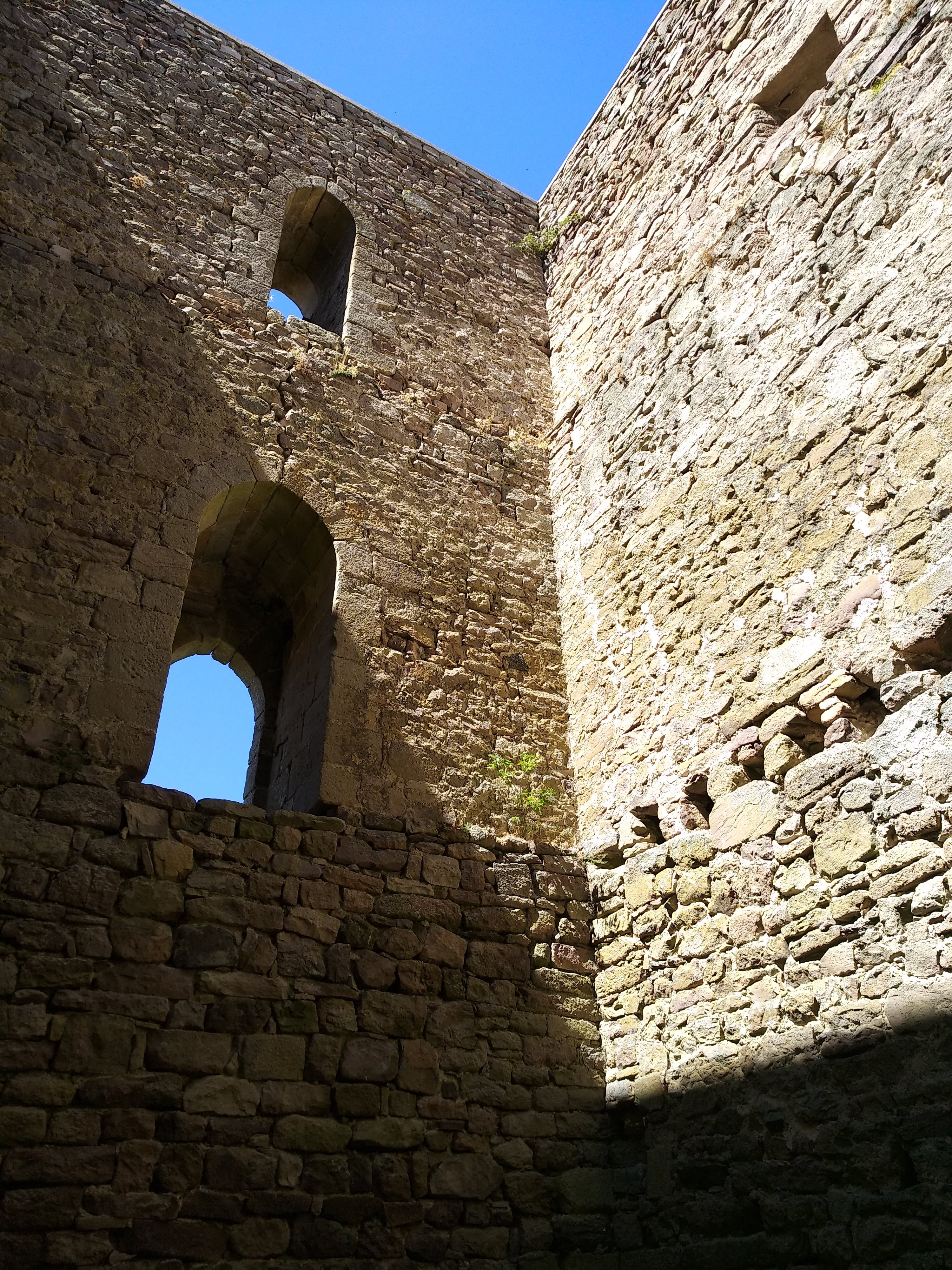
Interior de la torre medieval de San Martín de Hoyos
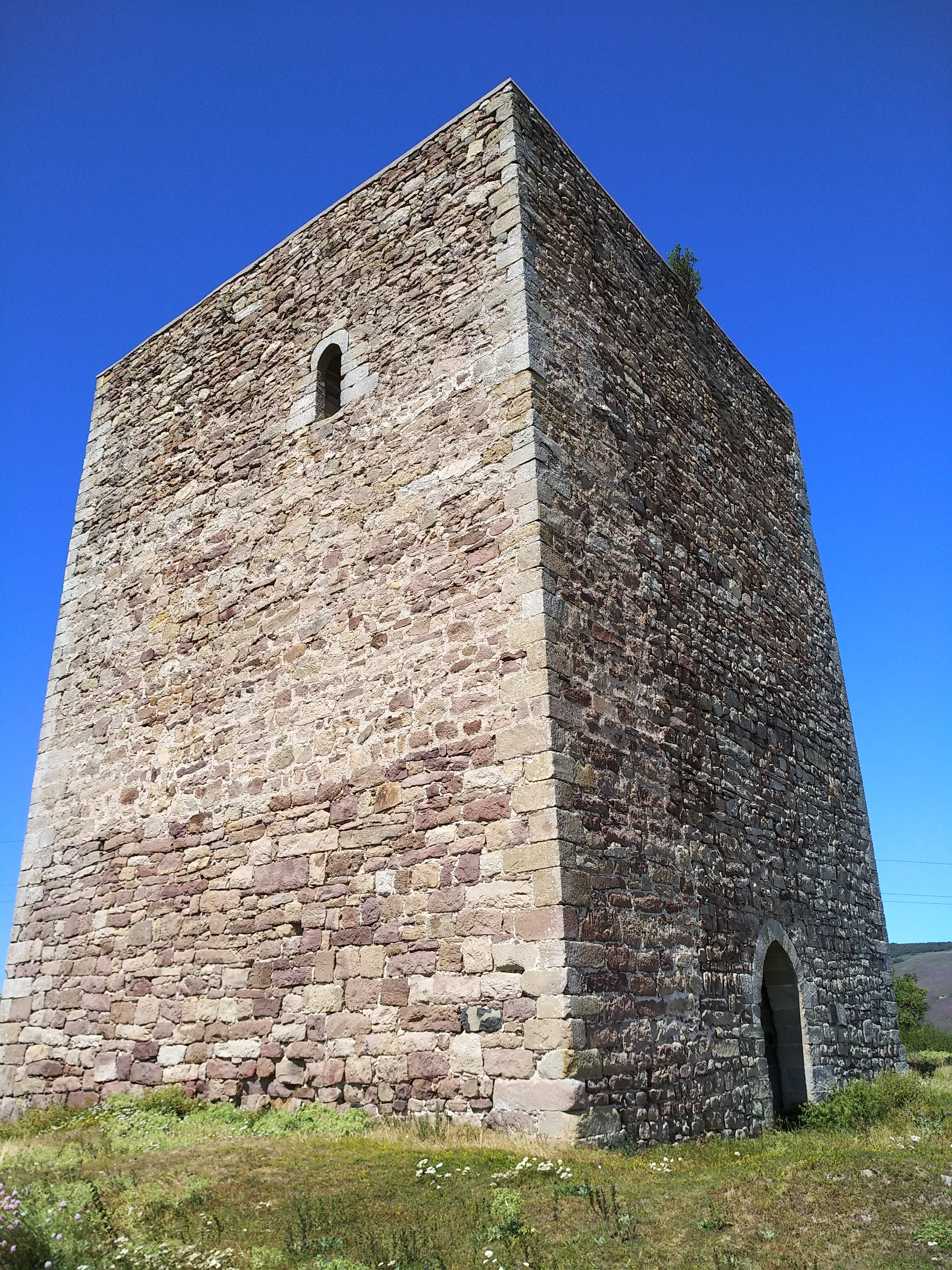
Exterior de la torre medieval de San Martín de Hoyos
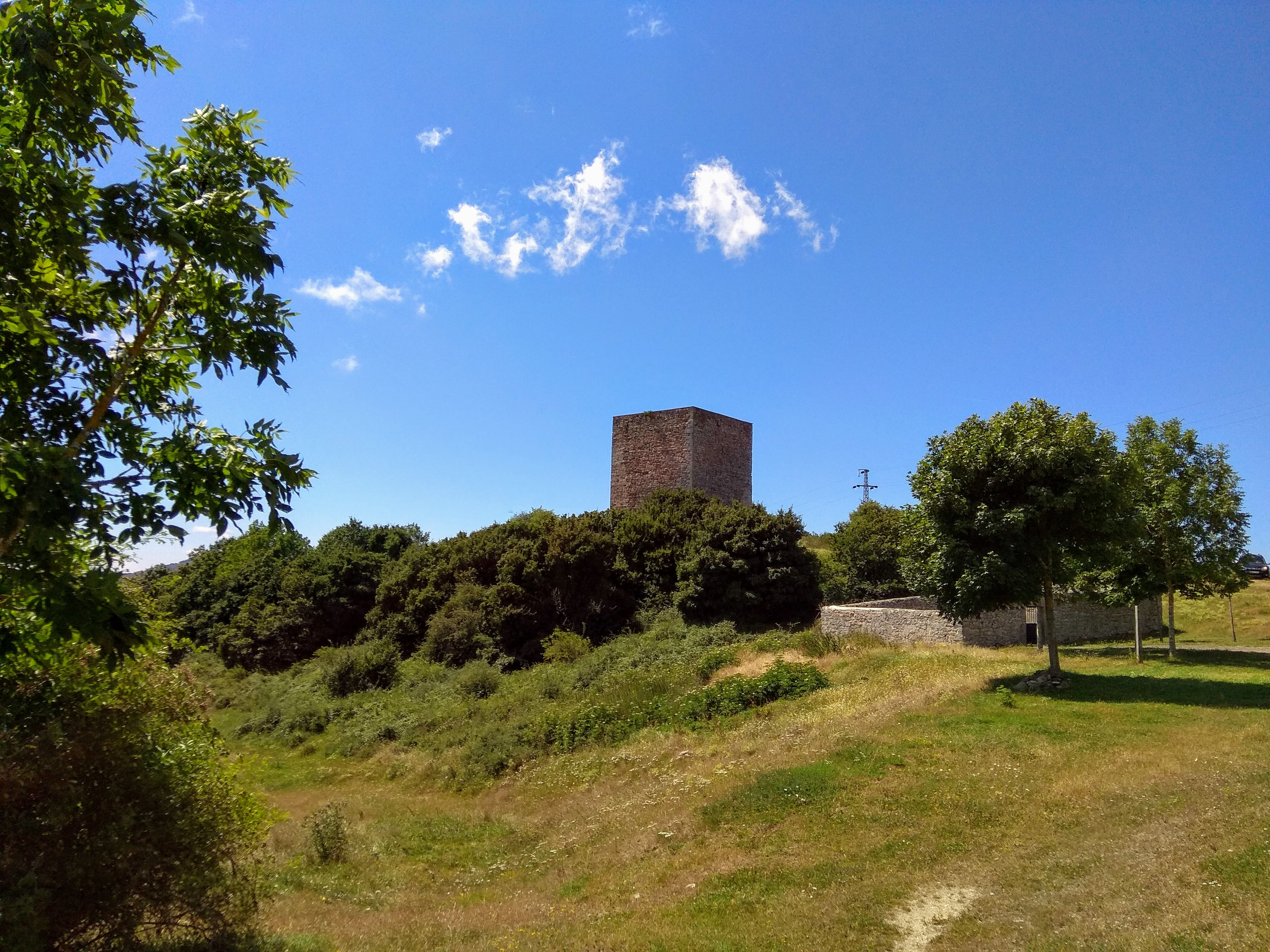
Panorámica con la torre medieval de San Martín de Hoyos